# Медный всадник (поэма)
«Ме́дный вса́дник» (рус. дореф. «Мѣдный всадникъ») — поэма (стихотворная повесть) А. С. Пушкина.  

## Описание
Была написана в Болдине осенью 1833 года. Поэма не была разрешена Николаем I к печати. Её начало Пушкин напечатал в «Библиотеке для чтения», 1834, кн. VII, под названием: «Петербург. Отрывок из поэмы» (от начала и кончая стихом «Тревожить вечный сон Петра!», с пропуском зачёркнутых Николаем I четырёх стихов, начиная со стиха «И перед младшею столицей»).
Впервые напечатана после смерти Пушкина в «Современнике», т. 5, 1837 год, с цензурными изменениями, внесёнными в текст В. А. Жуковским. Без цензурных правок, искажающих авторский замысел, поэма была впервые напечатана только в 1904 году.
На основе поэмы А. С. Пушкина российский советский композитор Р. М. Глиэр создал одноименный балет, величественный фрагмент которого, «Гимн Великому городу», стал гимном Санкт-Петербурга.
Известно, что поэма подвергалась рукописной правке Николаем I. Рукопись хранится в Пушкинском доме в Санкт-Петербурге.
Поэма является ответом на «Дзяды» Адама Мицкевича и полемикой с ними.

## Сюжет
Валерий Брюсов в статье «Медный всадник» (1909) так пересказывал сюжет этого произведения: «В повести рассказывается о бедном, ничтожном петербургском чиновнике, каком-то Евгении, неумном, неоригинальном, ничем не отличающемся от своих собратий, который был влюблён в какую-то Парашу, дочь вдовы, живущей у взморья. Наводнение 1824 года снесло их дом; вдова и Параша погибли. Евгений не перенёс этого несчастия и сошёл с ума. Однажды ночью, проходя мимо памятника Петру I, Евгений, в своём безумии, прошептал ему несколько злобных слов, видя в нём виновника своих бедствий. Расстроенному воображению Евгения представилось, что медный всадник разгневался на него за это и погнался за ним на своём бронзовом коне. Через несколько месяцев после того безумец умер».

### Текст
- «Медный всадник» в Русской виртуальной библиотеке.
- Медный всадник в библиотеке Максима Мошкова
- «Медный всадник» // В. В. Сиповскiй. «Историческая Хрестоматiя по исторiи русской словесности». Петроградъ. Изд. Я. Башмакова и К°. 1917

### Художественное чтение
Литературно-драматический раздел Радиофонда каталога Гостелерадиофонда:
- Антон Шварц: запись 40-х годов.
- Михаил Царёв: запись 50-х годов.
- Алексей Консовский: запись 1959 года.
- Дмитрий Журавлёв: запись 1961 года.
- Олег Ефремов: запись 1978 года.
- Яков Смоленский: запись 1991 года.
- Михаил Козаков: запись 1998 года.
- Василий Лановой: запись 2004 года.